# Nafta II Piła
PTPS Nafta Piła II – polska kobieca drużyna siatkarska, będąca sekcją klubu sportowego PTPS Farmutil z Piły.